# Moja morjačka
Moja morjačka (Моя морячка) è un film del 1990 diretto da Anatolij Ėjramdžan.

## Trama
Il film si svolge in una città del sud, dove ogni giorno si svolge il concorso "Dove siete talenti?". All'improvviso arriva un uomo da Murmansk, canta la canzone Moja morjačka e chiede il premio principale.